# Конно-Подгородная Слобода
Конно-Подгородная Слобода — упразднённое в 1961 году село Ульяновского района Ульяновской области России. Включено в городскую черту г. Ульяновска;  ныне — квартал «Пески» (18-й и 19-й микрорайоны Засвияжского района).

## Топоним
Первоначально Свияжская слобода, затем Подгородная конная слобода, Конная Подгородная слобода, и наконец, село Конно-Подгородная Слобода.

## История

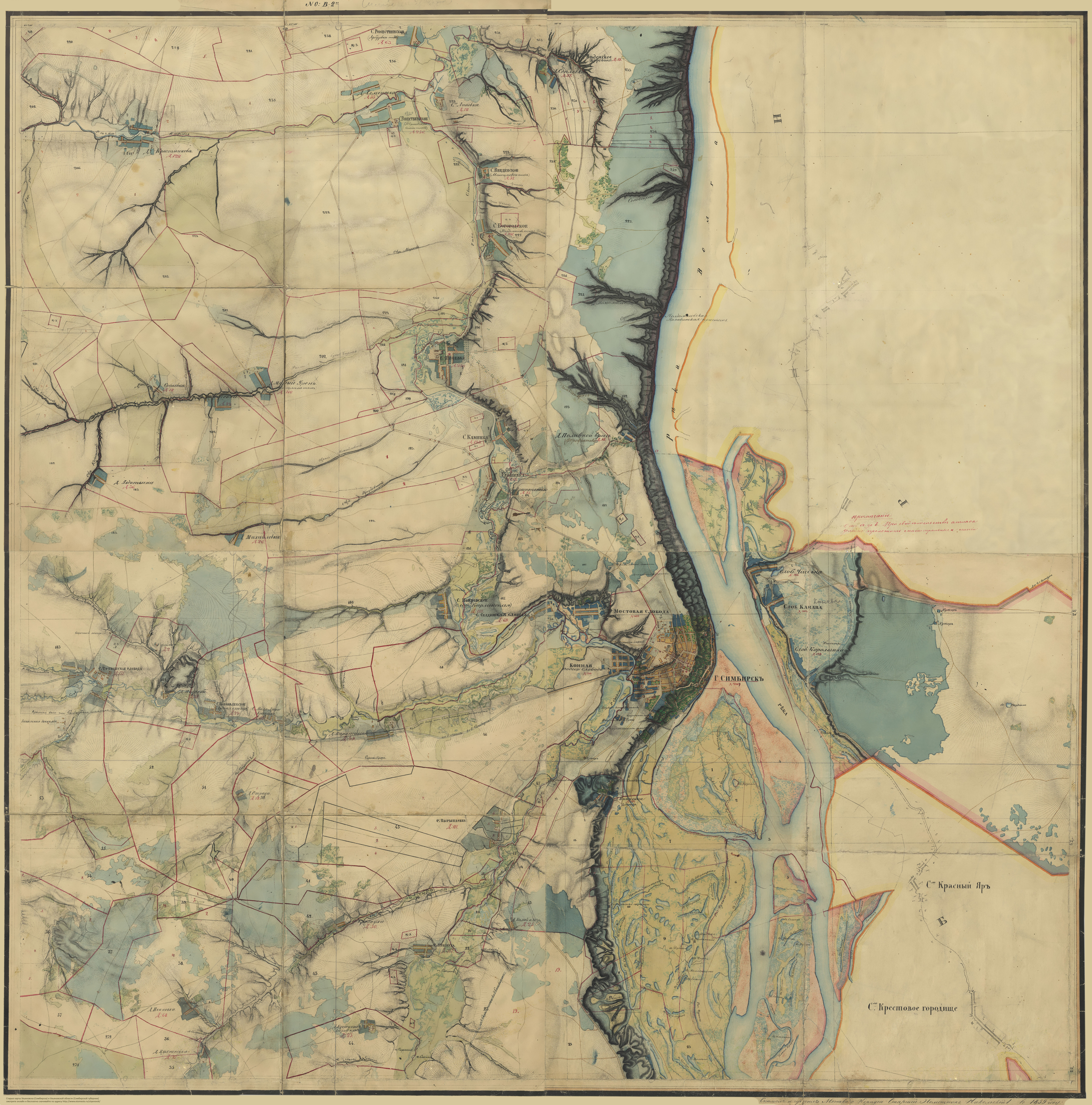
Карта 1859 г. с указанием расположения Конно-Подгородной слободы.

Основана в 1648 году конными казаками из города Свияжска, при строительстве Симбирской черты, и стала называться Свияжской слободой (также называлась — Свияжской конной слободой, Конно-Свияжской слободой, ныне район улиц Воробьёва и Назарьева).                                  
В 1654 году возведена каменная церковь Богоявления Господня (церковь Иоанна Предтечи).
В 1653 году царём Алексем Михайловичем церкви был пожалован напрестольное евангилие.
В 1670 году казаки участвовали в обороне Симбирска от повстанцев С. Т. Разина, многие были «побиты», дома разграблены и сожжены, за это в 1672 году, для конных казаков были отмерены дополнительные земли по левую сторону р. Свияги, где в 1708 году разместили симбирский конный полк, затем в слободе были размещены солдаты пехотного полка, а слобода стала называться Конной Подгородной.
В 1708 году село вошло в состав Симбирского уезда Казанской губернии (1708—1781).
С 1715 года, в конце Богоявленского спуска (ныне нижняя часть ул. Ленина) через реку Свиягу, на летний период, стали устраивать плавучий мост из деревянных брусьев связанных толстыми веревками. Капитальный же мост появился в 1755 году, но и его в период половодья каждую весну разбирали.
В 1764 году, с упразднением Покровского монастыря по секуляризационной реформе, все земли до села Арское были переданы во владение казакам Конно-Подгородной слободы. 
В 1780 году, при создании Симбирского наместничества, Подгородная конная слобода, пахотных солдат, вошла в состав Симбирского уезда.
В 1782 году симбирский наместник князь Пётр Мельхиседекович (Михайлович) Баратаев, решивший обосноваться в Симбирском крае, покупает участок земли в 600 десятин по полюбовной сказке у Конно-Подгородной слободы, где основывает деревню Баратаевка. 
29 октября (17 октября) 1782 года в селе побывал Алексей Бобринский. 
В 1820 году от Конной слободы для Симбирского городского выгона в пользу города отобрали почти всю землю по правую сторону реки Свияги. С тех пор она перешла на левую сторону реки. 
В сентябре 1849 года в слободе, по проекту архитектора И. А. Бенземана, был построен комплекс  женского удельного хозяйственного училища с церковью Успения Божьей Матери, а после пожара в Симбирске в 1864 году, в 1865 году преобразованное в Мариинский засвияжский детский приют, куда были переселены дети погорельцев из Вырыпаевки . В 1863 году училище посетил цесаревич Николай Александрович, старший сын Александра II. 20 июля 1869 года его посетили Александр II, цесаревич Александр Александрович (будущий император Александр III) с супругой Марией Фёдоровной, которая приняла приют под своё покровительство. С инспекторскими проверками: 1-гo сентября 1857 года, в 1858 году, 19-го июня 1861 года, 1-го июня 1869 года и 2-го июня 1874 года, его несколько раз посещал принц Пётр Георгиевич Ольденбургский. С 1911 года почётным членом попечительского совета Мариинского детского приюта был избран А. А. Шодэ. 
В 1859 году Конная Подгородная слобода, удельных крестьян, на Московском почтовом тракте из г. Симбирска, входила в состав 2-го стана Симбирского уезда Симбирской губернии. В ней имелось: училище, три завода: селитренный, кирпичный, картофельно-паточный. 
В 1861 году село вошло в состав Сельдинской волости . 
25 июня 1863 года Удельное хозяйственное училище для крестьянских дочерей посетил Великий князь, цесаревич Николай Александрович, старший сын Александра II. 
В 1869 году, на скате Симбирской горы к р. Свияге, из дачи общества крестьян Конно-Подгородной Слободы было отмежевано 5 десятин земли под Новое кладбище, которое было открыто в 1874 году (ныне Воскресенский некрополь, ул. Карла Маркса). В 1885 году у слободы под кладбище было выкуплено ещё 10 десятин земли. Своё кладбище находились между городским кладбищем (с северной стороны) и Бутырками (с юга и юго-западной стороны). К 1926 году эти кладбища были переполнены и находились "в самом запущенном состоянии", поэтому комиссией ГКО было предложено "их закрыть или соединить с городским, т.е. разрешить хоронить на городском". 
На 1884 год в селе были: церковь и училище общества христианского милосердия с приютом. 
В 1889 году на берегу Свияги был построен крахмально-паточный завод «Никиты Понизовкина сыновья», в советское время стал химзаводом. 
В 1894 году была открыта церковно-приходская школа, в 1914 году на её базе открылась начальная школа (1-4 классы). Новая большая семилетняя деревянная школа была построена в 1936 году, с конца 1940-х она стала средней школой № 24, ныне — МБОУ "Гимназия № 24". 
В 1908 году, во времена Столыпинской аграрной реформы (1906—1913) крестьяне начали получать земли и при слободе основали Выселок. 
В 1915 году, на деньги купца Н. Я. Шатрова, взамен старого здания, возводится новое кирпичное 2-х этажное здание приюта с храмом, а приют стал именоваться именем губернатора А. С. Ключарёва.
В январе 1918 года в селе была установлена Советская власть, а в марте слобода вместе с Симбирском была занята частями Народной армии Комитета членов Учредительного собрания, но в октябре была освобождена Железной дивизией Красной Армии.
На 1927 год в селе имелось: школа 1 ст., кирпичный и картофельно-тёрочный заводы.
1 апреля 1929 года в селе появилось сельскохозяйственное кооперативное Товарищество по совместной обработке земли «Передовик». В следующем году на его основе был организован колхоз «Родина Ильича». 
В 1931 году из Самары в Ульяновск была перемещена Ульяновская военная авиационная школа пилотов, где на территории колхоза «Родина Ильича», между современными Октябрьской улицей и Московским шоссе, на 250 га разместился аэродром со вспомогательными зданиями.
В 1937 году посёлок был электрифицирован, а в здании бывшего приюта открылась МТМ и МТС, в 1944 году — мотороремонтный завод, с 1959 года — завод «Автозапчасть», ныне «Автодеталь-Сервис».
В 1941 году на полях колхоза были построены цеха эвакуированного московского автозавода ЗИС, ныне Ульяновский автомобильный завод, а также бараки для заводчан. Первой улице стала Автозаводская.  
В 1942 году на территории колхоза была проложена железная дорога «Волжская рокада» и открыта железнодорожная станция Ульяновск III.  
С 1943 по 1947 год на территории колхоза находилась воинская часть ВМФ — склады с боеприпасами. 
В 1947 году была запущена Ульяновская ТЭЦ-1. 
В 1958 году колхоз «Родина Ильича», как 7-е отделение, вошёл в состав совхоза «Красное Знамя» с. Тетюшское, а с 1 декабря 1959 года перешёл в состав совхоза Пригородный. 
4 ноября 1961 году, Указом Президиума Верховного Совета РСФСР, село Конно-Подгородная Слобода включено в городскую черту города Ульяновска . В конце 1960-х посёлок начинают сносить, а на его месте возводится квартал Пески, позднее переименованный в 18-й и 19-й микрорайоны, однако название «Пески» в обиходе до сих пор.
В настоящее время квартал один из самых популярных в городе. Здесь находятся набережная Свияги, жилой комплекс «Аквамарин», колесо обозрения, ТРЦ «Аквамолл» и пристань.

## Население
- В 1648 году на строительство Свияжской Слободы прибыло 70 человек[2];
- В 1649 году в Свияжской Слободе было 70 дворов и 280 жителей;
- В 1780 году — 249 ревизских душ[7];
- В 1820 году — 84 двора и 323 жителей;
- В 1859 году — 93 двора и 829 жителей[18];
- При освобождении крестьян (1861), в Конно-Подгородной слободе числилось 383 ревизских души (142 двора) бывших удельных крестьян[2];
- В 1884 году — 176 двора и 993 жителей[22];
- В 1897 году — 217 двора и 1230 жителей[32];
- В 1913 году — 240 дворов и 1639 жителей[33];
- В 1924 году — 360 дворов и 1800 жителя[34];
- В 1927 году — 426 домохозяйств и 2143 жителя[28];

## Известные жители
- Никас Сафронов — художник, родился в селе[35].
- В 1950-х гг. в селе жил родной дядя В. С. Высоцкого — Сергей Максимович Серёгин (1904—1964)[35].
- Одиноков Матвей Фёдорович (1871 — 1938) — агроном, журналист, общественный деятель. С 1931 года работал главным агрономом к-за «Родина Ильича» (Конно-Подгородная Слобода). Организовал здесь первую в области научную хату-лабораторию, позднее переданную в областной краеведческий музей (утрачена в годы войны)[36]. До 1930 года возглавлял Вырыпаевское опытное поле[37].

## Ссылки

Памятный знак Богоявленской церкви (Свияжская слобода), в сквере "Возрождения Духовности".
План окрестностей Симбирска XIX века, с указанием Конно-Подгородной Слободы.
Симбирск начала двадцатого века.